# Ганаган (Південна Кароліна)
Ганаган (англ. Hanahan) — місто (англ. city) в США, в окрузі Берклі штату Південна Кароліна. Населення — 20 325 осіб (2020).

## Географія
Ганаган розташований за координатами 32°55′57″ пн. ш. 80°0′29″ зх. д. / 32.93250° пн. ш. 80.00806° зх. д. (32.932593, -80.008147).  За даними Бюро перепису населення США в 2010 році місто мало площу 29,81 км², з яких 27,68 км² — суходіл та 2,13 км² — водойми.

### Клімат
| Клімат : Ганаган                           | Клімат : Ганаган | Клімат : Ганаган | Клімат : Ганаган | Клімат : Ганаган | Клімат : Ганаган | Клімат : Ганаган | Клімат : Ганаган | Клімат : Ганаган | Клімат : Ганаган | Клімат : Ганаган | Клімат : Ганаган | Клімат : Ганаган | Клімат : Ганаган |
| Показник                                   | Січ.             | Лют.             | Бер.             | Квіт.            | Трав.            | Черв.            | Лип.             | Серп.            | Вер.             | Жовт.            | Лист.            | Груд.            | Рік              |
| Середній максимум, °C                      | 15,0             | 17,1             | 20,9             | 24,7             | 28,4             | 31,3             | 32,8             | 32,0             | 29,4             | 25,1             | 21,0             | 16,4             | 24,5             |
| Середній мінімум, °C                       | 3,4              | 5,1              | 8,4              | 12,1             | 16,9             | 21,2             | 23,1             | 22,7             | 19,9             | 14,1             | 8,9              | 4,8              | 13,4             |
| Середня кількість сонячних годин на місяць | 179,8            | 189,3            | 244,9            | 276,0            | 294,5            | 279,0            | 288,3            | 257,3            | 219,0            | 223,2            | 189,0            | 170,5            | 2810             |
| Норма опадів, мм                           | 94               | 75               | 94               | 74               | 77               | 143              | 166              | 182              | 155              | 95               | 62               | 79               | 1295             |
| Днів з опадами                             | 9,5              | 8,6              | 7,9              | 7,7              | 7,8              | 11,9             | 13,0             | 13,2             | 10,0             | 7,3              | 7,0              | 8,7              | 112,6            |
| Днів зі снігом                             | 0,1              | 0,1              | 0                | 0                | 0                | 0                | 0                | 0                | 0                | 0                | 0                | 0,2              | 0,4              |
| ------------------------------------------ | ---------------- | ---------------- | ---------------- | ---------------- | ---------------- | ---------------- | ---------------- | ---------------- | ---------------- | ---------------- | ---------------- | ---------------- | ---------------- |
| Джерело: NOAA, HKO (sun only, 1961–1990)   |                  |                  |                  |                  |                  |                  |                  |                  |                  |                  |                  |                  |                  |

## Демографія
Згідно з переписом 2010 року, у місті мешкало 17 997 осіб у 7092 домогосподарствах у складі 4740 родин. Густота населення становила 604 особи/км².  Було 7817 помешкань (262/км²).
Расовий склад населення:
| - 74,7 % — білих - 13,9 % — чорних або афроамериканців - 3,4 % — азіатів - 0,6 % — корінних американців - 0,1 % — вихідців з тихоокеанських островів - 4,4 % — осіб інших рас |

До двох чи більше рас належало 2,9 %. Частка іспаномовних становила 9,1 % від усіх жителів.
За віковим діапазоном населення розподілялося таким чином: 24,3 % — особи молодші 18 років, 64,9 % — особи у віці 18—64 років, 10,8 % — особи у віці 65 років та старші. Медіана віку мешканця становила 34,2 року. На 100 осіб жіночої статі у місті припадало 101,1 чоловіків;  на 100 жінок у віці від 18 років та старших — 99,7 чоловіків також старших 18 років.
Середній дохід на одне домашнє господарство  становив 63 731 долар США (медіана — 52 520), а середній дохід на одну сім'ю — 71 245 доларів (медіана — 58 135). Медіана доходів становила 44 438 доларів для чоловіків та 37 388 доларів для жінок. За межею бідності перебувало 12,4 % осіб, у тому числі 16,8 % дітей у віці до 18 років та 3,9 % осіб у віці 65 років та старших.
Цивільне працевлаштоване населення становило 9817 осіб. Основні галузі зайнятості: освіта, охорона здоров'я та соціальна допомога — 19,8 %, науковці, спеціалісти, менеджери — 15,1 %, виробництво — 12,2 %, роздрібна торгівля — 10,8 %.